# ニック・パトリック

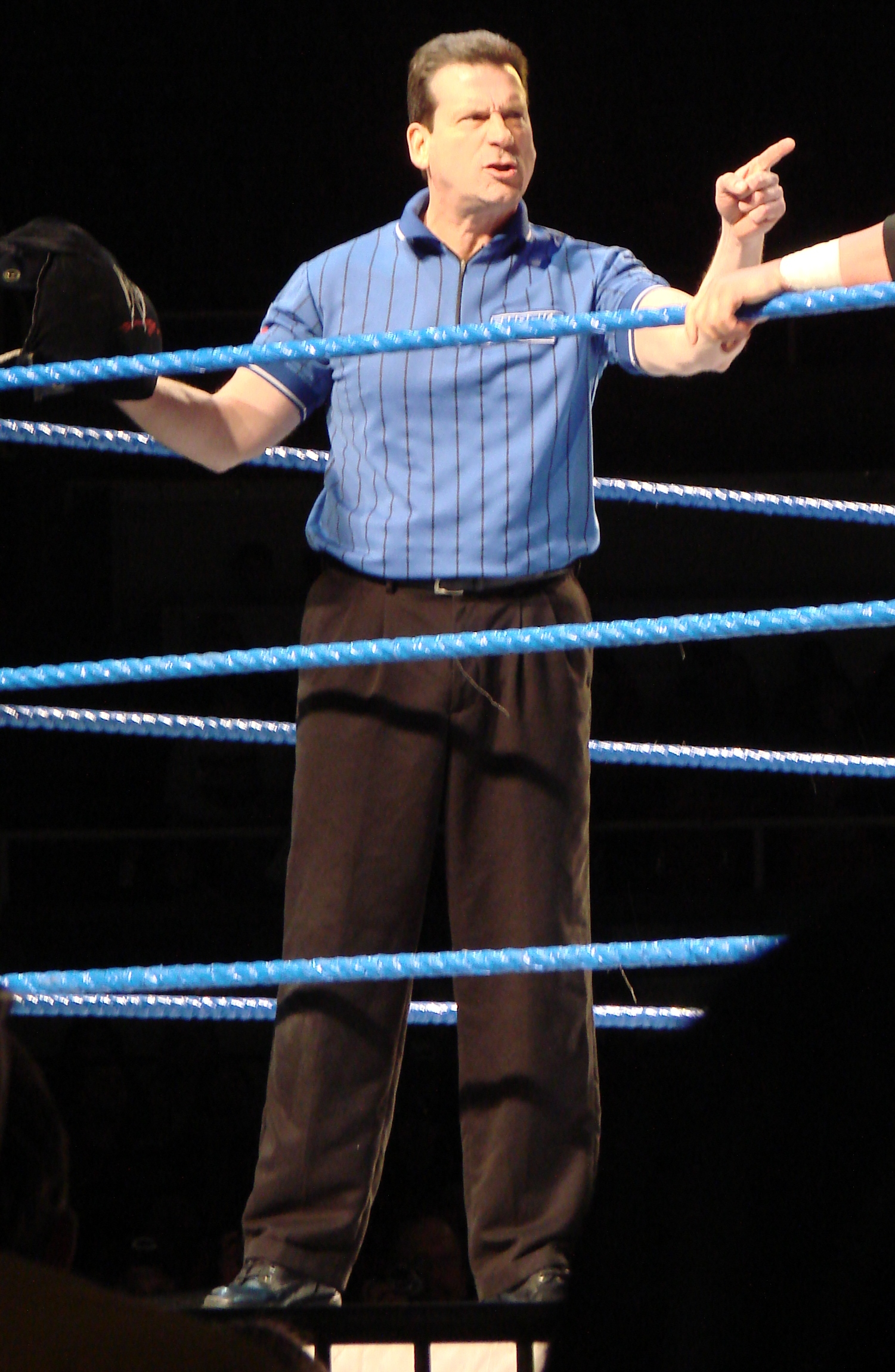
ニック・パトリック

ニック・パトリック（Nick Patrick、1959年11月9日 - ）は、アメリカプロレス界のレフェリー。本名ジョセフ・ニコラス・パトリック・ハミルトン・ジュニア（Joseph Nicholas Patrick Hamilton Jr.）。フロリダ州レイクランド出身。
元WWE、スマックダウンのシニア（上級）・レフェリー。

## 来歴
父親は1960年代から1970年代にかけて活躍した覆面タッグチーム、ジ・アサシンズのアサシン2号ことジョディ・ハミルトン。NWAでレフェリーとしてのキャリアをスタートさせた。
NWAの後身WCWでnWoが結成されると、父譲りの巨体と悪人顔を活かしnWoの専属レフェリーとなって活躍。
2001年のWCW崩壊後はWWEに移籍。現在はWWEのスマックダウンで上級レフェリーを勤め、RAW側のマイク・キオーダ上級レフェリーと並びタイトルマッチや重要な試合を裁くなど、業界でも屈指の名レフェリーとして知られている。nWo時代の活躍から、現在でも悪徳レフェリーをやらせれば世界一とも評される。
2008年8月、WWEを解雇された。